# ペンタヘキサコンタン
| ペンタヘキサコンタン | ペンタヘキサコンタン |
| -------------------- | -------------------- |
| CH3(CH2)63CH3        |                      |
| IUPAC名              | ペンタヘキサコンタン |
| 分子式               | C65H132              |
| 分子量               | 913.7436             |
| CAS登録番号          | 7719-88-2            |
| 密度と相             | 0.83 (g/cm3) g/cm3,  |
| 沸点                 | 637.659 ℃ °C         |

ペンタヘキサコンタン (Pentahexacontane) とは、直鎖状のアルカンの1種。炭素原子が65個、分岐することなく一列に連なっている。分子式はC65H132。分子量は913.7436。密度は0.83 (g/cm3)。沸点は760mmHgにおいて637.659 (℃)。引火点は651.348 (℃)。屈折率は1.463。